# نورمان موفات
نورمان موفات (13 سبتمبر 1883 - 11 أكتوبر 1972) (بالإنجليزية: Norman Moffat)‏ هو لاعب كريكت بريطاني (وحمل سابقاً جنسية المملكة المتحدة لبريطانيا العظمى وأيرلندا).